# Criză ecologică
În general, o criză ecologică are loc atunci când habitatul unei specii sau a unei populații se modifică în măsura în care pune în pericol continuitatea speciei și supraviețuirea ei. În special, criza ecologică poate fi starea critică a mediului ambiant dintr-o regiune, o țară, o macroregiune sau chiar din întreaga lume (criză ecologică globală), generată de utilizarea irațională a resurselor naturale, de poluarea aerului și a apei, de creșterea volumului de deșeuri și reziduuri industriale.